# De blomster som i marken bor
De blomster som i marken bor är en sommarpsalm och vinterpsalm, skriven av Harry Martinson 1973. Den tvåstrofiga psalmen handlar först om sommarens skönhet men sedan om "själens vinterdagar" och "vinterns långa själanöd". Naturen/landskapet som själstillstånd - en företeelse från romantiken - har här verkligen sin fulla tillämpning. I egenskap av vinterpsalm har den bara sällskap av "Hur härligt vittna land och sjö".
Erland von Koch skrev 1974 musik till texten. Den är tydligt inspirerad av Waldemar Åhléns melodi till "En vänlig grönskas rika dräkt" och Fredrik Sixten 2007 för kör och piano.

## Publicerad i
- Herren Lever 1977 som nummer 888 under rubriken "Dagens och årets tider - Årstiderna".[1]
- ekumeniska delen av den svenska psalmboken (dvs psalm 1-325 i Den svenska psalmboken 1986, Cecilia 1986, Psalmer och Sånger 1987, Segertoner 1988 och Frälsningsarméns sångbok 1990) som nummer 202 under rubriken "Årstiderna".
- Svensk psalmbok för den evangelisk-lutherska kyrkan i Finland (1986) som nummer 541 under rubriken "Årets tider"